# Daniel Auer
Daniel Auer (* 26. Oktober 1994 in Ponigl) ist ein ehemaliger österreichischer Radrennfahrer.

## Sportliche Laufbahn
Durch seine Eltern kam Daniel Auer zum Radsport, die mit ihm größere Touren machten, sobald er Fahrrad fahren konnte. Im Alter von zehn Jahren begann er, Rennen zu fahren.
Im Erwachsenenbereich fuhr Auer von 2013 bis 2015 für das UCI Continental Team WSA. Anschließend wechselte er 2016 und 2017 zum Team Felbermayr Simplon Wels. In dieser Zeit entschied er 2016 mit der österreichischen Nationalmannschaft 2016 Etappe des UCI-Nations’-Cup-U23-Rennens Course de la Paix Juniors für sich, im Jahr darauf eine Etappe des Triptyque des Monts et Châteaux.
Im Jahr 2018 kehrte Auer zu seinem ersten internationalen Team zurück, das nunmehr WSA Pushbikers hieß. Er gewann in diesem Jahr den Grand Prix Kranj und belegte beim Grand Prix Izola Platz zwei. 2019 wurde er Dritter des Grand Prix Adria Mobil und errang bei Europaspielen in Minsk in einer dreiköpfigen Verfolgergruppe hinter dem Solosieger Davide Ballerini Bronze im Straßenrennen.
Nach einem Jahr ohne Erfolge fügte Auer in der Saison 2021 seinem Palmarès drei Erfolge hinzu. 2022 gewann er mit der Trofej Umag gleich das erste Rennen seiner Saison.
Im Juni 2023 beendete er aufgrund gesundheitlicher Probleme seine Laufbahn.

## Erfolge

### Straße
2016
- eine Etappe Course de la Paix Juniors

2017
- eine Etappe Triptyque des Monts et Châteaux

2018
- Grand Prix Kranj

2019
- Europaspiele – Straßenrennen
- V4 Special Series Vasarosnameny-Nyiregyhaza

2021
- eine Etappe und Bergwertung Banja Luka-Belgrad
- eine Etappe Tour of Szeklerland
- eine Etappe Giro della Regione Friuli Venezia Giulia

2022
- Trofej Umag
- Grand Prix Slovenian Istria

### Bahn
2020
- Österreichischer Meister – Scratch, Omnium